# Jonatan (producent muzyczny)
Jonatan Chmielewski (ur. 24 lipca 1994 w Szczecinie) – polski producent muzyczny, autor tekstów i wokalista tworzący muzykę z pogranicza takich gatunków jak pop, hip-hop, rap, muzyka elektroniczna.

## Kariera muzyczna

### 2007–2016: RocketsBeats
Jonatan rozpoczął swoją karierę muzyczną w 2007, tworząc z Pawłem Bartelikiem duet producencki RocketsBeats. Produkowali utwory dla takich artystów jak: Z.B.U.K.U, Tusz Na Rękach, Chada, Bonson, Shot, Człowień, Bezczel. Singiel promujący album Paciwo & Rocket Beats to „Miasto grzechu”. Utwór zatytułowany „Do końca” miał ponad 70 milionów wyświetleń na YouTube, co przyczyniło się do ich rozpoznawalności na polskiej scenie muzycznej. Współpracował z wytwórnią Step Records. W 2013 zakwalifikował się do finału Beatbattle 5.

### Od 2017: MIYO
W 2017 Jonatan założył z Mafia Mike duet MIYO, który współpracował z takimi artystami jak: Bedoes, Young Igi, Zeamsone, Tymek, Merghani i Sitek. Ich album „MIYO” został wydany przez Sony Music. W tym okresie Jonatan współpracował również ze Smolastym, produkując wszystkie utwory na jego albumy „Fake Love” oraz „Pełnia” (wydane przez Warner Music Poland). Singiel „Będzie lepiej” z Tymkiem otrzymał status diamentowej płyty, single „Jungla” i „Cały świat” otrzymały status złotej płyty. Jego współpracę obejmują również projekty z Robertem Gawliński, Szpakiem, Majką Jeżowską, Ewą Farną oraz Otsochodzi.

### Kariera solowa
Jako solowy artysta, Jonatan Chmielewski współpracował z wieloma wykonawcami, w tym: Gibbs, Bletka, ReTo, Young Leosia, Louise Villain, Solar, Białas, KęKę, Mr. Polska, Pezet, Filipek.

W 2023 Jonatan rozpoczął prace nad swoim debiutanckim albumem, na którym pełni rolę zarówno producenta, jak i wokalisty. Wydał kilka singli, w tym „Wifi” z Louise Villain oraz „Róż” z Bletka i Gibbs. Jego teledyski były kręcone w Indiach, Malcie i Sri Lance.